# 第721飛行隊 (デンマーク空軍)
第721飛行隊（だい721ひこうたい、丁: Eskadrille 721）は、デンマーク空軍オールボー輸送航空団隷下の輸送機部隊。オールボー空軍基地に所在し、輸送機にC-130J-30、多用途機にCL-600-2B16を運用する。また、グリーンランドのカンゲルルススアーク空港に分遣隊を派遣している。

## 概要
第721飛行隊の前身は、1926年10月21日に編成されたデンマーク海軍航空隊第1航空隊で、海洋哨戒や捜索救難を主任務とした。第二次世界大戦中のナチスドイツのデンマーク占領によって行動不能となり、デンマーク国内での抵抗運動に対応した1943年のドイツ国防軍によるサファリ作戦で第1航空隊も武装解除された。第二次世界大戦後にデンマーク軍の再建が行われ、1950年に海軍航空隊と陸軍航空隊を統合したデンマーク空軍が誕生、1951年に第721飛行隊が編成された。
第721飛行隊は、ユトランド半島北部のオールボー空軍基地に所在し、C-130J-30はデンマーク国内外における戦術輸送任務、CL-600-2B16は要人輸送任務のほか、北極圏における捜索救難、漁業監視等の任務に従事している。

## 歴代運用機
- 哨戒機

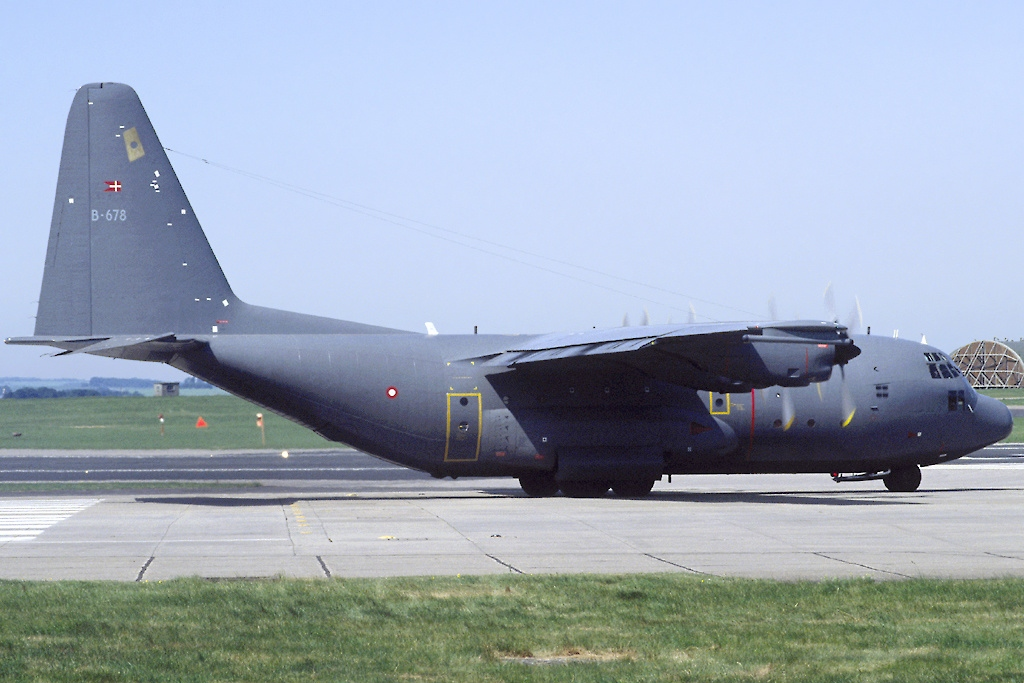
第721飛行隊で運用したC-130H

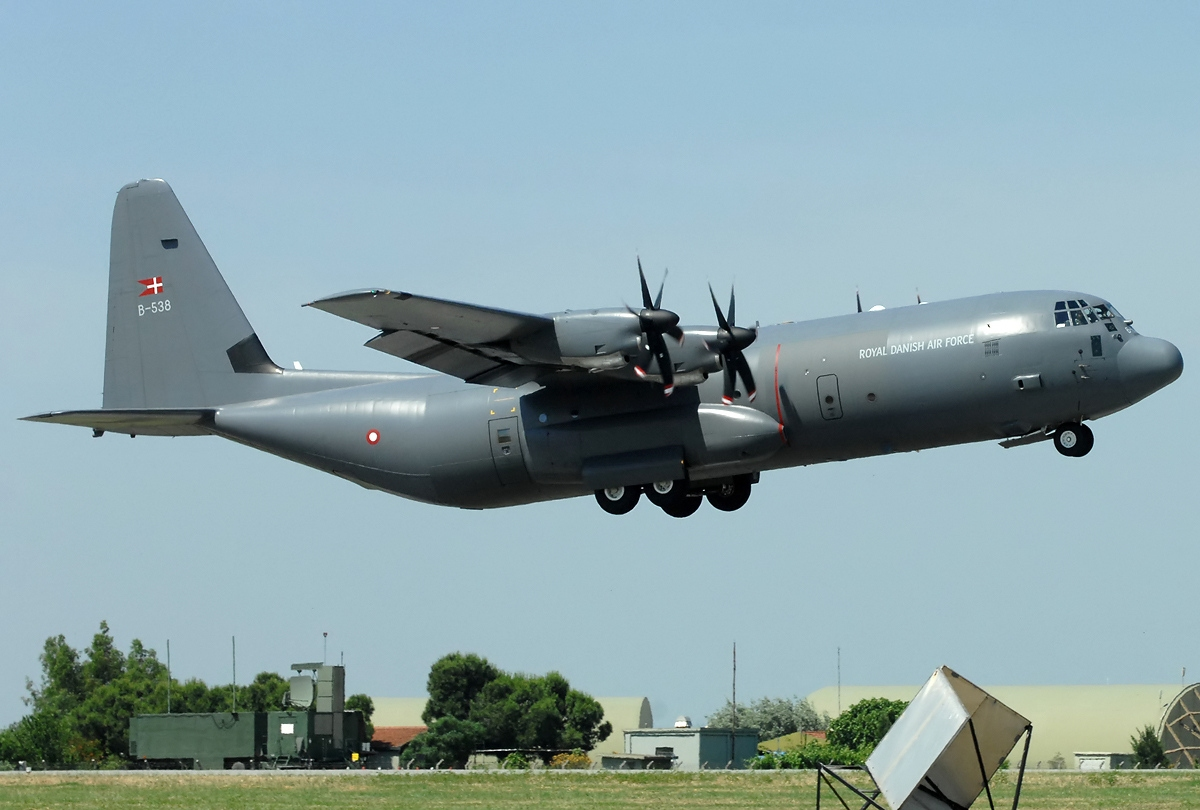
第721飛行隊で運用するC-130J-30

  - PBY-5A（1947年 - 1961年）[3]
  - PBY-6A（1966年 - 1970年）[3]
- 輸送機
  - C-47A（1953年 - 1982年）[3]
  - C-54D/G（英語版）（1959年 - 1977年）[3]
  - C-130H（1975年 - 2004年）[3]
  - C-130J-30（2004年 - ）[3]
- 多用途機
  - ガルフストリーム III（1982年 - 2004年）[3]
  - CL-600-2B16（1998年 - ）[3]